# Mont de Roda
Mont de Roda és un poble situat a 783 metres d'altitud del municipi d'Isàvena, dins l'antic terme de Roda de Ribagorça. És situat a l'interfluvi dels barrancs de Sant Esteve i de Solans, afluents, per l'esquerra, del riu Isàvena. De la seva parròquia de Sant Joan depenen les caseries de la Colomina i de la Mata amb qui al segle xix formava un municipi.
Mont de Roda és un poble documentat des del segle xi, que fou un domini de plena jurisdicció del capítol de la catedral de Roda. Tenia dos molins drapers, dos de fariners i un d'oli. El poble el 1945 tenia 10 famílies, tres més que la mateixa vila de Roda; amb tot, es va mantenir amb un poblament molt baix. El 1787 havia assolit 87 habitants arribà a un màxim de 104 el 1860. A finals del segle xx tenia 12 habitants, i el 2008 només 8 h.